# Les Adelphes
Pour les articles homonymes, voir Adelphe.
Les Adelphes ou les Frères est une comédie latine de Térence. Elle inspira notamment l’École des maris de Molière. Dans cette pièce deux frères, Eschine et Ctésiphon, vont être mis en scène.
Dans sa première préface à Britannicus en 1670, Racine reprend le vers 99 des Adelphes : "Homine imperito nunquam quidquam injustius."